# Жабицкий, Геннадий Николаевич
Геннадий Николаевич Жабицкий (22 мая 1933 года, с. Борок Сенненского района Витебской области БССР, — 21 апреля 2001 года, г. Минск, Республика Беларусь) — советский и белорусский государственный деятель, бывший министр внутренних дел Белорусской ССР, генерал-лейтенант внутренней службы.

## Биография
Из крестьянской семьи. Учился в Богушевской школе в 1948—1949 годах. Окончил БГУ имени Ленина (1955).
Работал на комсомольской работе в Богушевске. В 1955—1959 гг. на комсомольской работе в Могилевской области.
В 1959—1964 годах-секретарь, 2-й секретарь, в 1964—1970 годах — 1-й секретарь ЦК ЛКСМБ (избран 14 сентября 1964 года).
В 1970—1976 годах в аппарате ЦК КПБ. На XXV и XXVII съездах ЦК избирался членом ЦК КПБ (1966—1984). В 1966—1971 годах — кандидат в члены Бюро ЦК КПБ.
В 1978—1984 — Министр внутренних дел Беларуси, генерал-лейтенант.
Депутат Верховного совета СССР 7-го созыва (1966—1970) и Верховного совета БССР нескольких созывов. Преподаватель школы МВД. Руководитель гражданской обороны БССР, Член КПСС с 1959 года.

## Награды
- 3 ордена Трудового Красного Знамени
- медали